# Pesnica (vattendrag)
Pesnica är ett vattendrag i Österrike. Det ligger i den östra delen av landet, 200 km söder om huvudstaden Wien.
Omgivningarna runt Pesnica är en mosaik av jordbruksmark och naturlig växtlighet. Runt Pesnica är det ganska tätbefolkat, med 207 invånare per kvadratkilometer.